# Gloria's Romance
Gloria's Romance er en amerikansk stumfilm fra 1916 af Walter Edwin.

## Medvirkende
- Billie Burke som Gloria Stafford.
- Henry Kolker som Dr. Stephen Royce.
- David Powell som Richard Freneau.
- William Roselle som David Stafford.
- Frank Belcher som Frank Mulry